# Ива Стоянова
Ива Георгиева Стоянова е българска кукловодка, озвучаваща актриса и режисьорка на дублажи. Занимава се активно с куклен театър, озвучаване и режисиране на дублажи на филми и сериали.

## Биография
Родена е в София на 19 юли 1993 г.
През 2016 г. завършва НАТФИЗ „Кръстю Сарафов“ със специалност „Актьорско майсторство за куклен театър“ в класа на проф. Жени Пашова и доц. Петър Пашов. Нейните състуденти са Диляна Спасова, Цветелина Николова, Никол Султанова, Цвети Пеняшки и други.
Участва в различни постановки, измежду които са „Клоуни и кукли“, „Лече-буболече“, както и театралния спектакъл „Усмивки от старите ленти“.
През май 2023 г. е водеща на кукленото представление-концерт „Шарената книжка“ в Сити Марк Арт Център.

## Кариера на озвучаваща актриса
От 2015 г. се занимава с озвучаване на филми и сериали. Работи за дублажните студия „Александра Аудио“, „Доли Медия Студио“ и „Про Филмс“. Озвучава анимационни и игрални сериали за каналите „Дисни Ченъл“, „Картуун Нетуърк“, „Никелодеон“ и „Супертуунс“, както и многобройно пълнометражни филми.
Работила е с режисьори като Анна Тодорова, Василка Сугарева, Евгения Ангелова, Ангелина Русева, Симона Нанова, Петър Върбанов и други. Самата тя е режисьор на дублажи в студио „Про Филмс“.

### Роли в озвучаването
Сериали
1. „44 котки“
2. „DC Super Hero Girls“ – Зетана, 2019
3. „Hot Wheels: Батъл Форс“
4. „АЛВИННН! и катеричоците“ – Други гласове
5. „Алиса и Луис“ – Туидъл Дий, 2021
6. „Амфибия“, 2018
7. „Бакуган: Бойци в действие“, 2020
8. „ВИП Петс“ – Жулиет
9. „Барбароните“ – Барбарела, 2020
10. „Гъбчовците“
11. „Дребосъчетата“ – Госпожа Чистница
12. „Кралската академия“ – Роуз, 2017
13. „Къщата на Шумникови“ – Лола Шумникова, 2016
14. „ЛолиРок“, 2015
15. „Малките шантави рисунки“ – Малката Петуния, 2022
16. „Монстър Хай“ – Лагуна, 2023
17. „Пилоти на дронове“, 2023
18. „Приключенията на Падингтън“ – Сими, 2020
19. „Пълна Драмарама“ – Изи
20. „Семейство Касагранде“ – Аделаид Ченг, 2020
21. „Смърфовете“ – Смърфлили, 2021
22. „Стар Трек: Феномен“ – Гуин, 2023
23. „Тайфата на Бека“ – Лола/Шели/Бени/Бри/Колби/Кметица Сиренка, 2018
24. „Томас и приятели - с пълна пара напред!“ – Санди, 2022
25. „Уинкс Клуб“ – Рокси (пети сезон)

Филми
1. „Angry Birds: Филмът“ – Други гласове, 2016
2. „Бебе Бос“ – Други гласове, 2017
3. „Бикът Фердинанд“ – Едно (Джина Родригес), 2017[13]
4. „Вампирище в училище“ – Рита
5. „Горските мечоци: Див свят“ – Лили, 2022
6. „Детегледачки в акция“, 2016
7. „Ела, изпей! 2“ – Порша Кристъл (Холзи), 2021
8. „Елфи в кухнята: Печено-сторено“ – Други гласове, 2022
9. „Зайчето Питър“ – Други гласове, 2018
10. „Коледа с Шумникови“ – Лола Шумникова, 2022
11. „Легенди за скрития храм“ – Сейди, 2016
12. „Ледена епоха 5: Големият сблъсък“ – Други гласове, 2016
13. „Мини Коледа“ – Баркли, 2017
14. „Напред“ – Други гласове, 2020
15. „Наследниците“ – Иви
16. „Ой, къде изчезна Ной! 2“ – Други гласове, 2022
17. „Смърфовете: Забравеното селце“ – Смърфлили (Ариел Уинтър), 2017[14][15]
18. „Тайната на Коко“ – Други гласове, 2017
19. „Том и Джери“ – Лола (Кристина Чонг), 2021
20. „Тролчета“ – Мокси Дюдроп/Куки, 2016
21. „Червената обувчица и седемте джуджета“ – Други гласове, 2019[16]
22. „Фабрика за сънища“ – Джени, 2022

### Режисьор на дублажи
1. „44 котки“, 2019
2. „Аби Хачър фъзли хваща“, 2019
3. „Голямото шоу на Бебе Акула“, 2022
4. „Кученцето Пат“, 2021
5. „Ловци на работа“, 2021
6. „Дороти и вълшебникът от Оз“, 2022

## Други дейности
Стоянова е водеща на подкаста „Както се събудя“.